# Johannes Werlin (Komponist)
Johannes Werlin (* 8. Juni 1620 in Oettingen/Ries; † zwischen 11. Oktober und 12. November 1675 in Lindau) war ein deutscher Komponist des Barock.

## Leben
Johannes Werlin entstammte einer deutschen Schlosserfamilie. Sein Vater Johann Werrle war Schlossergeselle, so wie auch dessen Vater Wolf Wörlen. Die Brüder seines Vaters waren Hofmetzger und Hofschlosser, wodurch schon eine gute Beziehung zum gräflichen Hof zu Oettingen bestand. Über seine Mutter Margarethe Lipp ist wenig bekannt. Sie starb, als Werlin zehn Jahre alt war. Aus dieser Ehe gingen acht Kinder hervor. Werlins Vater heiratete 1630 seine zweite Frau Katharina Kuchmayr, mit der er zwei weitere Kinder hatte.
Zum Leben Werlins sind nur wenige Fakten dokumentarisch überliefert. Eine wichtige Quelle für die Biographie Werlins ist die Lindauische Schul- und Predigerhistorie, die 1739 von dem Lindauer evangelischen Prediger Bonaventura Riesch angelegt und bis etwa 1800 weitergeführt wurde.
Laut dieser Historie kam Werlin 1636 nach Lindau. Er wurde an der städtischen Lateinschule als „Provisor“, als rangniedrigster von insgesamt vier Lehrern, angestellt. 1641 wurde er zum Kantor befördert und übernahm die Nachfolge des amtierenden Kantors Conrad Oehler. Werlin stand nun an dritter Rangfolge der Lehrer. Er war eine Art Klassenlehrer und unterrichtete Musik. Sein Musikunterricht bestand aus Stimmbildung, Chorgesang und musiktheoretischen Grundlagen. In seiner Tätigkeit als Klassenlehrer soll er „seine Underhabene Knaben und Discipulos im schreiben alles fleißes unterweisen, damit sie zu einer gueten Latinisch und Teutschen schrifft gewöhnt werden, deßgleichen ann Sonn-, Feur- und anderen gewohnlichen tägen, die Discipulos Zur Kirchen führen helffen und sich inn allem der angestelten Schulordnung gemäß verhalten.“
In der Historie ist von einer musikalischen Leitungsfunktion im Gottesdienst sowie von Aufgaben des Komponierens nicht die Rede. Als Entgeltung für seine Tätigkeit erhält er eine Behausung sowie wöchentlich zwei Gulden in Münzen, ein Viertel Korn Lindawer meß, Item zu Herbstzeit ein halb fuder Wein, auß der Innsel und anderm besten Zehendwein, auch für Holzgelt Zwölff gulden.
Weitere biographische Hinweise lieferte Werlin selbst in seiner Vorrede zu seiner ersten (erhaltenen) gedruckten Komposition, den Irondiae. In dieser Vorrede bedankt er sich bei Bürgermeister und Rat der Reichsstadt Lindau für die Anstellung als Lehrer in der Lateinschule, da die Stadtoberen die musikalische Ausbildung ihres angestellten Musikers unterstützen.
Die Historie von Riesch führt Werlin ab 1654 an zweiter Stelle in der Rangfolge der Lehrer nach dem Rektor der Schule an. 1675 trat er aus dem Schuldienst aus und verstarb kurze Zeit darauf im Lindauer Heilig-Geist-Spital, laut Lindauer Ratsprotokollen zwischen dem 11. Oktober und dem 22. November 1675. Aus diesen Protokollen geht ebenso hervor, dass er verheiratet war.

## Musikalisches Schaffen
Aus der Lindauer Schul- und Predigerhistorie geht hervor, dass Werlin bis 1665 1200 Stücke geschrieben hat. Als Werktitel nennt er nur Melismata sacra und die Irenodiae, nicht aber die Psalmodiae Novae, was darauf schließen lässt, dass Bonaventura Riesch keine weiteren gedruckten Werke vorlagen.

### „Irenodiae“
1643/1644 brachte Werlin eine erste Sammlung von geistlichen Kompositionen unter dem Titel Irenodiae oder Friedensgesäng[e] heraus. (Der lange vollständige Titel ist auch dem Faksimile zu entnehmen.) Die Sammlung, welche aus 31 Stücken besteht, wurde 1643/1644 in Ulm von Balthasar Kühn gedruckt und von Johann Görlin verlegt. Bei den Irenodiae (griechisch „Friedensgesänge“) handelt es sich um Kriegsklagen aus dem Dreißigjährigen Krieg, welche dem Typus des kleinen geistlichen Konzertes folgen. Die Sammlung wurde in den Denkmälern der Tonkunst in Bayern 2012 neu publiziert.

#### Entstehung
Im Vorwort zu der Sammlung erläutert Werlin die Funktion des Werkes ausführlich. Er begründet und rechtfertigt die Besonderheit der Gesänge und ihre zugrunde liegenden Texte mit der Kriegssituation und erläutert ihre Funktion und Intention: Er bittet um den langersehnten Frieden bei den immer noch anhaltenden, schweren Kämpfen des Dreißigjährigen Krieges, was in den vertonten Texten vielfach zum Ausdruck gebracht wird. Die Titelseite führt aus, sie seien „zur Abwendung der Kriegsplagen, zur väterlichen Wiederschenkung des so oft gewünschten „güldenen“ Friedens, zur Vermehrung der Andacht und Aufmunterung der Herzen heilsam und christlich zu gebrauchen.“

#### Werkgestalt
Werlin selbst gibt im Titel seiner Irenodiae an, es handele sich um „Geistliche Konzerte“.
Es kristallisiert sich ein ganz deutlicher Klage- und Bittcharakter der Gesänge heraus, welcher durch die Ausrufungen „Ach“ und „O“ untermalt wird.
Die Titel und Besetzung der einzelnen Stücke lautet:
| Titel/Nummer                               | Besetzung                                  |
| ------------------------------------------ | ------------------------------------------ |
| 1. O du Grimm deß Höchsten                 | Cantus I, Cantus II                        |
| 2. Ach Herr, laß uns Linderung             | Cantus, Altus                              |
| 3. Gnädiger Gott, wir bitten dich          | Cantus, Tenor                              |
| 4. Ach gnädiger Gott                       | Cantus, Bariton                            |
| 5. Heiliger Gott wir bitten dich           | Cantus, Bassus                             |
| 6. Gültiger Gott wir bitten dich           | Altus, Tenor                               |
| 7. Ach Gott! Das Schwert ist verheeret     | Altus, Bassus                              |
| 8. Starcker Gott, wir bitten dich          | Tenor, Tenor                               |
| 9. Ach Herr! Wo bleistu so lang?           | Tenor, Bassus                              |
| 10. Ewiger Gott wir bitten dich            | Bassus, Bassus                             |
| 11. O Gott deß Friedes                     | Cantus I, Cantus II, Cantus III            |
| 12. O du Gott deß Friedes                  | Cantus I, Cantus II, Tenor                 |
| 13. O du einiger Wiederbringer             | Cantus, Alt, Tenor                         |
| 14. O du Liebhaber deß Friedens            | Cantus, Tenor I, Tenor II                  |
| 15. Ach Herr! Erhebe dein Antlitz          | Cantus I, Cantus II, Bassus                |
| 16. O Gott! Laß uns dein Wort              | Cantus, Tenor, Bassus                      |
| 17. O Herr Zebaoth! Steure den Kriegen     | Altus, Tenor, Bassus                       |
| 18. O du König deß Friedens                | Tenor I, Tenor II, Tenor III               |
| 19. O getreuer Gott                        | Tenor I, Tenor II, Bassus                  |
| 20. Ach Herr gib Ruh und Fried             | Bassus I, Bassus II, Bassus III            |
| 21. O Herr gedencke doch                   | Cantus I, Cantus II, Cantus III, Cantus IV |
| 22. O Herr! Laß doch dein Erbtheil         | Cantus I, Cantus II, Cantus III, Tenor     |
| 23. Ach Herr! Sey uns doch einmal          | Cantus I, Cantus II, Tenor                 |
| 24. Ach Herr! Du hast uns diese Kriegslast | Cantus I, Cantus II, Tenor, Bassus         |
| 25. O du Hertzog deß Friedes               | Cantus, Altus, Tenor, Bassus               |
| 26. Ach Herr! Gib Fried                    | Cantus, Tenor I, Tenor II, Bassus          |
| 27. Ach lieber Gott! Siehe doch an         | Tenor I, Tenor II, Tenor III, Tenor IV     |
| 28. O Gott deß Friedes sey mit uns         | Altus, Tenor I, Tenor II, Bassus           |
| 29. Ach Herr! Das gantze Land              | Tenor I, Tenor II, Bassus I, Bassus II     |
| 30. Es wölle Gott nun bey uns seyn         | Tenor I, Tenor II, Bassus I, Bassus II     |
| 31. O daß die Linde fest steht             | Cantus I, Cantus II, Bassus I, Bassus II   |

Die Konzerte sind aufgeteilt in je 10 Sätze zu zwei, drei und vier Stimmen jeweils mit Basso Continuo. Der Generalbass arbeitet zum Teil als akkordische Stütze ohne Beteiligung am imitatorischen Geschehen der Singstimmen.
In den zweistimmigen Stücken, bei denen ein Bass besetzt ist (Nr. 5, 7, 9), geht der Generalbass colla parte mit der Bassstimme. Er verzichtet aber auf Tonrepetitionen und schnelle Bewegungen, wodurch er den Charakter der Akkordstütze beibehält.
In den Sätzen für zwei Bässe (Nr. 10) folgt er bei Stimmkreuzungen der tieferen Stimme.
In dreistimmigen Stücken geht der Generalbass colla parte mit der tiefsten Männerstimme und folgt ebenso Stimmkreuzungen, zeitweilig auch eine Oktave tiefer. Das Verfahren der colla parte-Führung von der tiefsten Männerstimme setzt sich in den vierstimmigen Stücken identisch fort. Werlin folgt mit dieser Technik der gewöhnlichen Praxis seiner Zeit. Diese findet sich verbreitet auch bei Heinrich Schütz.
Die über weite Strecken polyphon geführten Singstimmen vereinigen sich nur selten zu homophonen Passagen, wobei folgende Funktionen erkennbar sind: Zum einen werden gleich am Anfang (Nr. 7, 24, 27, 29) die Anrufungen „Ach Gott“ usw. homophon gesetzt, gefolgt von einer Suspiratio (Pause). Im Satzverlauf finden sich weitere Textsegmente durch Homophonie und zum Teil auch durch Taktwechsel herausgehoben: „Schaffe uns wieder Ruh“ (Nr. 2, T. 13/14), „Laß uns hören dein gnädiges Wort“ (Nr. 15, T. 15 f., 20 f). Koloraturen verwendet Werlin einerseits zur Verbildlichung im Sine der rhetorisch-musikalischen Hypotyposis-Figuren: „verzehren“, „verkehret“, „zerstreuet“ (Nr. 7, T. 6, 10, 27, 33), „Lachen“ (Nr. 23, T. 23 f.), „Freud“ (Nr. 13, T. 40–42; Nr. 17, T. 21 f, 25 f).
Bei den Worten „Unruh“ (Nr. 29, T. 4, 6, 10) und „schrecke“ (Nr. 25, T. 32 f) stehen die Sechzehntel-Koloraturen antithetisch zum nachfolgenden „stillen“ bzw. zum vorausgehenden „schlafen“ mit jeweils deutlich längeren Notenwerten in Halben. Des Weiteren fungieren sie zur Hervorhebung wichtiger Worte wie „gnädiglich“, „Schmerzen“, „ewiglich“ etc. Schließlich bringen sie, zuweilen in Kombination mit den anderen Funktionen, eine Art Schlussstretta hervor: „geholfen“ (Nr. 1), „erlöse“. Auch Tonhöhensteigerungen, die in der Figurenlehre Climax oder Gradatio genannt werden, verwendet Werlin, zum Beispiel in Nr. 25 bei den Worten „Und wann du uns hörest, nicht hilfest, nicht errettest“ in stufenweiser Aufwärtsbewegung und später bei „bis du uns erhörest, und hilfest, und errettest“ stufenweise abwärtsgerichtet.
Bemerkenswert ist außerdem Werlins Verwendung der Pausen: Hier muss unterschieden werden, ob sie nur eine Stimme, alle Stimmen oder zusätzlich den Generalbass betrifft, bei Letzterem dann also eine Generalpause vorliegt. Wie bereits erwähnt, steht sie nach den homophonen Ausrufungen „O“ oder „Ach“. Ähnlich in der Form der Suspiratio tritt sie über die ganze Sammlung nach solchen Ausrufungen in den einzelnen Stimmen auf. Als Generalpause erscheint sie nach dem Wort „still“ (Nr. 1 T. 22, 30), ebenso nach „Ein Ende hat“ (Nr. 9, T. 49).
Bei dem als einziges General-Vorzeichen verwendeten b lassen sich im Bezug zum schließenden Basston folgende Tonarten ausmachen: G-mixolydisch, D-dorisch, F-Dur, D-Moll, E-phrygisch, C-Dur, G-dorisch. Die kirchenmodalen Tonarten werden zeittypisch durch Alterationen stark an ihre benachbarten Dur- und Molltonarten angenähert. Ein der Sammlung zugrunde liegender Tonartenplan ist nicht auszumachen.
Im harmonischen Bereich bleibt Werlin deutlich schlichter als manche seiner Zeitgenossen, z. B. die Kleinen geistlichen Konzerte von Heinrich Schütz. Musikalische Verbildlichungen wie auch die Klagekraft italienischer Lamenti, die sich zu den Texten der Irenodiae angeboten hätten, sind bei Werlin nur sehr zurückhaltend zu finden.

### „Melismata sacra“
Nach den Irenodiae brachte Werlin im gleichen Jahr 1644 eine weitere Werksammlung mit dem Titel Melismata sacra heraus. Es handelt sich um 30 Kompositionen mit geistlich-lateinischem Text, 10 zu zwei Stimmen, 8 zu drei Stimmen, 8 zu vier Stimmen und 4 zu fünf Stimmen, jeweils mit Basso continuo. Hier treten, anders als bei „Irenodiae“, vielfach Wiederholungen von Stimmkombinationen auf. So sind 9 der 10 zweistimmigen Stücke für „2 Cant. Vel Tenor“, von den 8 vierstimmigen Stücken sind 4 für „Cant. Alt. Tenor Baß“.
Die Texte sind, wie bei den Irenodiae, dem Bereich Klage, Elend und Sündhaftigkeit zugehörig. Ohne den Krieg direkt anzusprechen, ist die Notsituation deutlich spürbar.
Viele „O“-Anrufungen untermalen diese Situation. Die Texte der Melismata sacra stehen der katholischen Frömmigkeit nahe, worauf auch die lateinisch abgefasste Vorrede hinweist. Die Kompositionsweise ist ähnlich angelegt wie bei „Irondiae“: In den Vokalstimmen in mottetischer Art imitierend auf dem Fundament des Basso continuo.

### „Threnodiae Heiderianae“
Als Begräbnismusik für den Lindauer Stadtsyndicus Dr. Daniel Heider komponierte Werlin 1647 eine zweiteilige Motette zu vier Stimmen im imitatorischen Stil des 16. Jahrhunderts mit dem Titel Threnodiae Heiderianae. Im ersten Teil der Komposition werden der Verstorbene und seine Leistungen in deutscher Sprache gepriesen. Bei dem zweiten Teil handelt es sich um eine Bitte an Gott in lateinischer Sprache. Das Werk wurde gemeinsam mit weiteren Beiträgen auf den Verstorbenen 1648 bei Balthasar Kühn in Ulm gedruckt.

### „Psalmodiae Novae“
1648 brachte Werlin eine weitere Sammlung geistlicher Musik mit dem Titel Psalmodiae Novae heraus. Das Werk wurde von Johann Görlin in Ulm verlegt und von Balthasar Kühn gedruckt. Hierbei handelt es sich um 20 Bearbeitungen über bekannte evangelische Choräle in der Reihenfolge des Kirchenjahres.
Die Stücke mit ungerader Nummer haben eine andere Gestalt als die mit gerader Nummer. In den Stücken mit ungerader Nummer imitiert der zweistimmige Vokalsatz die einzelnen Choralzeilen, bevor die Unterstimme den cantus firmus augmentiert bringt. Die beiden Violinstimmen fügen sich als vierte und fünfte Stimme mit freier gestalteter Choralmotivik in den Vokalsatz ein.
In den Stücken mit den geraden Nummern gibt es keinen herausgehobenen cantus firmus; alle drei Vokalstimmen imitieren die einzelnen Choralzeilen. Hier gestalten die Violinstimmen auch Zwischenspiele aus Motiven der einzelnen vorausgehenden oder nachfolgenden Choralzeilen.
Die Arbeit mit selbstständigen Instrumentalstimmen, die in diesem Werk erstmals auftauchte, ist ein weiterer Schritt Werlins in Richtung kompositorischer Modernität.